# Euphranta ortalidina
Euphranta ortalidina
 es una especie de insecto del género Euphranta de la familia Tephritidae del orden Diptera. 
Josef Aloizievitsch Portschinsky la describió científicamente por primera vez en el año 1891.